# Hans Heinz Holz

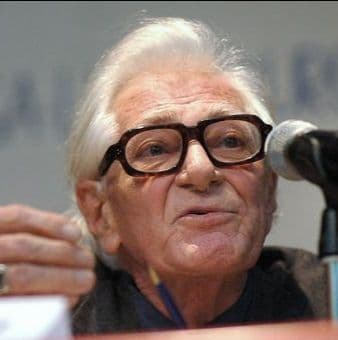
Hans Heinz Holz

Hans Heinz Holz (* 26. Februar 1927 in Frankfurt am Main; † 11. Dezember 2011 in Sant’Abbondio) war ein deutscher marxistischer Philosoph.

## Leben
Hans Heinz Holz war der Sohn des Ingenieurs Friedrich Holz und dessen Ehefrau Martha Holz, geborene Kreiss. Im Alter von siebzehn Jahr kam er wegen Widerstandes gegen den Nationalsozialismus mehrere Monate in Gestapohaft. Holz studierte von 1946 bis 1950 die Fächer Philosophie, Kunstgeschichte und Germanistik an den Universitäten Frankfurt und Mainz. Der Versuch, an der Universität Mainz bei Otto Friedrich Bollnow mit der Dissertation Die Selbstinterpretation des Seins promoviert zu werden, scheiterte im Jahr 1954: Bollnows Nachfolger Gottfried Martin ließ Holz wegen ungenügender wissenschaftlicher Leistungen durchfallen. Martin setzte sich auch in der Folgezeit mehrfach gegen Holz ein und beide wurden erbitterte politische Gegner.
Sein zweiter Versuch zu promovieren – mit der Option auf Habilitation – führte an der Karl-Marx-Universität Leipzig unter dem Philosophen Ernst Bloch zum Erfolg. Der Titel seiner Dissertation lautete Herr und Knecht bei Leibniz und Hegel. Bloch bewertete die Arbeit mit Summa cum laude, durfte jedoch 1956 keine Promotionsurkunde mehr ausstellen, weil er bei der DDR-Führung in Ungnade gefallen war und in den vorzeitigen Ruhestand versetzt wurde. Erst 1969 wurde Holz schließlich promoviert.
Nach 1956 war Holz Redakteur bei der Zeitung Deutsche Woche, ab 1960 freier Journalist in der Schweiz und als Redaktionsleiter des Abendstudios beim Hessischen Rundfunk. 1971 erhielt er eine Professur für Philosophie an der Universität Marburg, wo er von 1971 bis 1978 lehrte. 1979 wechselte er an die Universität Groningen (Niederlande) und blieb dort bis zu seiner Emeritierung im Jahr 1997.
1994 wurde Holz ein Mitglied der Deutschen Kommunistischen Partei (DKP), an deren Programm er mitarbeitete. Er hatte bereits nach dem Ende des Zweiten Weltkrieges seit 1946 politische Arbeit für die westdeutsche KPD geleistet. Im Rahmen dieser Tätigkeiten entwickelte Holz frühe Kontakte zu Ernst Bloch, Emil Carlebach, Werner Krauss und Georg Lukács.
Holz war Präsident und späterhin Ehrenpräsident der Internationalen Gesellschaft Hegel–Marx für dialektische Philosophie.
Hans Heinz Holz war seit 1978 mit Silvia Holz, geborene Markun, (1938–2023), verheiratet. Das Ehepaar gründete 1991 die Fondazione centro di studi filosofici.  Hierbei handelt es sich um eine Stiftung zur Förderung philosophischer Studien, die in Sant’Abbondio im Schweizer Kanton Tessin regelmäßig Seminare veranstaltete.
Holz starb im Dezember 2011 im Alter von 84 Jahren an seinem Altersruhesitz Sant’Abbondio. Seine Asche wurde über dem Lago Maggiore verstreut.

## Auszeichnungen und Mitgliedschaften
- 1997–2011: Mitglied der Leibniz-Sozietät der Wissenschaften zu Berlin[9]
- 1997: Ehrendoktorwürde der Universität Urbino
- Order of Merit des International Biographical Centre, der Legion of Honor und des American Biographical Institute
- Ehrenplakette des Vereins Deutschen Ingenieure
- Mitglied der World Academy of Letters

## Kritik der Notstandsgesetze
In einem Aufsatz zur Frage „Was ist heute links?“ von 1963 befasste Holz sich mit der Auswirkung des Rechts auf die Gesellschaft in der BRD. Er schreibt: „Wo Gesetzgebung, Rechtsprechung und Exekution von Klassengesichtspunkten durchsetzt sind, haben wir es offenkundig mit einem Klassenstaat zu tun. Nicht zufällig gehört der Kampf gegen die Klassenjustiz zu den ersten Äußerungen der unterdrückten Klassen gegen ihre Unterdrücker“. Es wäre nicht schwer, „die Belege dafür beizubringen, dass die Rechtsordnung der Bundesrepublik eindeutig als Instrument der herrschenden Klasse gebraucht wird, sich mithin als Spiegel der Klassengesellschaft erweist.“ Damit wird die Grundlage für die in den folgenden Jahren von Holz öffentlich geäußerte Kritik an der Notstandsgesetzgebung, aus rechtswissenschaftlicher und verfassungspolitischer Perspektive, benannt.
Holz geht aus von der Einsicht, dass die herrschenden Klassen in Wirtschaft und Politik gemeinsam versuchten, die formal-demokratischen Rechtsnormen, die sie einst selbst geduldet hatten, durch die Realität des autoritären Staates der Konzerne und der hohen Staatsfunktionäre zu ersetzen. In einem Beitrag von 1966 thematisiert Holz den politisch-ökonomischen Kontext, in dem das Recht in der BRD wirkte und die Rechtsprechung erfolgte: „Privatwirtschaftliche Entscheidungen und privatrechtliche Verpflichtungen, soweit sie von Unternehmen der obersten Größenordnung getroffen und eingegangen werden, präjudizieren die Maßnahmen des Staates im inneren wie nach außen (…) War es nach klassischer bürgerlicher Staatslehre (…) die Aufgabe des Staates, die Rechtsordnung zu erhalten und zu schützen, die ein freies Spiel der Kräfte in der Wirtschaft garantierte, und (…) einseitige Verschiebungen des Gleichgewichts (etwa durch Monopolbildungen) zu verhindern, so (geriet) angesichts der neuen Schwerpunktbildungen in der Wirtschaft (…) der Staat in eine solche Abhängigkeit von den Entscheidungen der ökonomisch stärksten Potenzen, dass er praktisch nur noch diesen dienen kann (…) Die parlamentarische Gesetzgebungsmaschinerie ist nur noch partiell bestimmend für die Geschicke des Gemeinswesens.“

## Bedeutung
In den 1960er und frühen 1970er Jahren gehörte Holz zu den – wenigen – kommunistischen Intellektuellen, die gegen orthodoxe Erstarrungen die Pluralität des marxistischen Denkens im Bewusstsein hielten. Er wies Jahre vor dem Boom des Eurokommunismus auf die Bedeutung der Theorien des italienischen Marxismus hin – Antonio Gramsci und Palmiro Togliatti, die die Allgemeingültigkeit des sowjetischen/russischen Weges zum Kommunismus in Frage stellten. Er betonte die Bedeutung der im sowjetischen Kommunismus damals verfemten Philosophen wie Georg Lukács und Ernst Bloch. Und er wollte – nach dem Bruch zwischen der Sowjetunion und dem China Maos und in Abgrenzung gegen alle „Ismen“ und „Dissidenzen“ – auch die chinesische Kulturrevolution und das Werk Mao-Tse-Tungs „polyzentrisch“ als einen der vielen nationalen Wege zum Sozialismus verstanden und legitimiert wissen.
Holz veröffentlichte zahlreiche Bücher und Aufsätze zur Geschichte und Systematik der Dialektik, zur Theorie der Kunst und zu Künstlern der Gegenwart sowie zu Problemen der Gesellschaftswissenschaften und Politik.   Holz gab mit Domenico Losurdo die philosophische Zeitschrift Topos – Internationale Beiträge zur dialektischen Theorie heraus. Die seit 2012 erscheinende Aufhebung – Zeitschrift für dialektische Philosophie ist Holz gewidmet. Und er war einer der Herausgeber der Marxistischen Blätter.

## Kritik
Widerspruch erfuhr Hans Heinz Holz bei dem Versuch, die Ontologie wieder in den marxistischen philosophischen Diskurs einzuführen, vor allem im Rückgriff auf Leibniz, bei dem er die Auflösung des klassischen Substanzbegriffs in ein Relationen- und Strukturmodell fruchtbar machen wollte. Hier sehen manche Kritiker die Gefahr eines Abweichens vom konsequent materialistischen Standpunkt. Diese Abweichung werde deutlich in seinem Werk Weltentwurf und Reflexion (2005). Hier entwickele Holz die Kategorie der Widerspiegelung als Metapher einer Seinsstruktur anstatt eines sinnlich-materiellen Vorgangs: Denn Widerspiegelung sollte bei Holz den Wirkungszusammenhang der materiellen Vielheit als universelles Reflexionssystem modellieren und die Besonderheit des menschlichen In-der-Welt-Seins als Moment des allgemeinen Naturverhältnisses begründen.

## Veröffentlichungen

### Monografien
- Jean-Paul Sartre. Darstellung und Kritik seiner Philosophie. Westkulturverlag, Meisenheim am Glan 1951.
- Sprache und Welt. Probleme der Sprachphilosophie. Schulte-Bulmke, Frankfurt am Main 1953.
- Leibniz (= Urbach-Bücher, Band 34). Kohlhammer, Stuttgart 1958.
- Der französische Existenzialismus. Theorie und Aktualität. Dobbeck, Speyer / München 1958.
- Macht und Ohnmacht der Sprache. Untersuchungen zum Sprachverständnis und Stil Heinrich von Kleists. Athenäum, Frankfurt am Main 1962.
  - Neuausgabe: Macht und Ohnmacht der Sprache. Untersuchungen zum Sprachverständnis und Stil Heinrich von Kleists. Aisthesis, Bielefeld 2011, ISBN 978-3-89528-864-7.
- Zusammen mit Paul Neuhöffer: Griff nach der Diktatur? Texte, Kommentare, Stellungnahmen zur geplanten Notstandsgesetzgebung. (= Stimmen zur Zeit, Band 4). Pahl-Rugenstein, Köln 1965.
- Utopie und Anarchismus. Zur kritischen Theorie Herbert Marcuses. Pahl-Rugenstein, Köln 1968.
- Widerspruch in China. Politisch-philosophische Erläuterungen zu Mao Tse-tung. (= Reihe Hanser, Band 27). Hanser, München 1970.
- Vom Kunstwerk zur Ware. Studien zur Funktion des ästhetischen Gegenstands im Spätkapitalismus. (= Sammlung Luchterhand, Band 65). Luchterhand, Neuwied / Berlin 1972.
- Strömungen und Tendenzen im Neomarxismus. Hanser, München 1972, ISBN 978-3-446-11650-4.
- Logos spermatikos. Ernst Blochs Philosophie der unfertigen Welt. (= Philosophische Texte, Band 2). Luchterhand, Darmstadt / Neuwied 1975, ISBN 978-3-472-78002-1.
- Zusammen mit Klaus Peters, Wolfgang Schmidt: Erkenntnisgewißheit und Deduktion. Zum Aufbau der philosophischen Systeme. Descartes, Spinoza, Leibniz. (= Philosophische Texte, Band 3). Luchterhand, Darmstadt / Neuwied 1975, ISBN  978-3-472-78004-5.
- Die abenteuerliche Rebellion. Bürgerliche Protestbewegungen in der Philosophie. Stirner, Nietzsche, Sartre, Marcuse, Neue Linke. (= Philosophische Texte, Band 5). Luchterhand, Darmstadt / Neuwied  1976, ISBN 978-3-472-78005-2.
- Dialektik und Widerspiegelung. Pahl-Rugenstein, Köln 1983, ISBN 978-3-7609-0744-4.
- Alex Sadkowsky. Metamorphose der Wirklichkeit – Metamorphosis of Reality. ABC-Verlag, Zürich 1986, ISBN 978-3-85504101-5.
- Zusammen mit Jeroen Bartels, Jos Lensink, Detlev Pätzold: Dialectiek als open systeem. Konstapel, Groningen 1985.
  - Deutsche Ausgabe: Dialektik als offenes System. Pahl-Rugenstein, Köln 1986, ISBN 978-3-7609-1077-2.
- Niederlage und Zukunft des Sozialismus. Neue Impulse Verlag, Essen 1991, ISBN 978-3-91008000-3.
- Gottfried Wilhelm Leibniz. (= Einführungen, Band 1052). Campus, Frankfurt am Main 1992.
- China im Kulturvergleich. Verlag für Philosophie Jürgen Dinter, Köln 1994, ISBN 3-924794-27-8.
- Kommunisten heute. Die Partei und ihre Weltanschauung. (= Edition Marxistische Blätter). Neue Impulse Verlag, Essen 1995, ISBN 978-3-91008005-8.
  - Neuausgabe: Kommunisten heute. Die Partei und ihre Weltanschauung. (= Edition Marxistische Blätter). Mit einem Vorwort von Dietmar Dath. Neue Impulse Verlag, Essen 2025, ISBN 978-3-94684518-8.
- Der ästhetische Gegenstand. Die Präsenz des Wirklichen. (= Philosophische Theorie der bildenden Künste, Band I). Aisthesis Verlag, Bielefeld 1996, ISBN 978-3-89528-743-5.
- Strukturen der Darstellung. Über Konstanten der ästhetischen Konfigurationen. (= Philosophische Theorie der bildenden Künste, Band II). Aisthesis Verlag, Bielefeld 1997, ISBN 3-89528-164-6.
- Der Zerfall der Bedeutungen. Zur Funktion des ästhetischen Gegenstandes im Spätkapitalismus. (= Philosophische Theorie der bildenden Künste, Band III). Aiesthesis Verlag, Bielefeld 1997, ISBN 3-89528-194-8.
- Einheit und Widerspruch. Problemgeschichte der Dialektik in der Neuzeit. J. B. Metzler, Stuttgart / Weimar 1997, ISBN 3-476-01555-6.
  - Band I: Die Signatur der Neuzeit.
  - Band II: Pluralität und Einheit.
  - Band III: Die Ausarbeitung der Dialektik.
- Die Große Räuberhöhle. Religion und Klassenkämpfe im christlichen Mittelalter. Aisthesis, Bielefeld 1999, ISBN 978-3-8498-1748-0.
- Sozialismus statt Barbarei. Ein Beitrag zur Zukunftsdebatte. Neue Impulse Verlag, Essen 1999, ISBN 978-3-91008017-1.
- Hans Falk. Ein Leben – Das Werk. Weltwoche ABC-Verlag, Zürich 1999, ISBN 978-3-85504168-8.
- Seins-Formen. Über strengen Konstruktivismus. Aisthesis, Bielefeld 2001, ISBN 3-89528-253-7.
- Zusammen mit Hans Joachim Albrecht, Walter Erben, Peter Anselm Riedl: Hans Joachim Albrecht. Skulptur und Zeichnung 1986–2000. Krefelder Kulturstiftung, Krefeld 2001.
- Weltentwurf und Reflexion. Versuch einer Grundlegung der Dialektik. J. B. Metzler, Stuttgart / Weimar 2005.
- Aufhebung und Verwirklichung der Philosophie.
  - Band 1: Die Algebra der Revolution – von Hegel zu Marx. Aurora Verlag, Berlin 2010, ISBN 978-3-359-02510-8.
  - Band 2: Theorie als materielle Gewalt. Die Klassiker der III. Internationale. Aurora Verlag, Berlin 2011.
  - Band 3: Integrale der Praxis. Aurora und die Eule der Minerva. Aurora Verlag, Berlin 2011.
- Zusammen mit Silvia Markun: Ernst Bloch: System und Fragment. Projekte-Verlag Cornelius, Halle 2010, ISBN 978-3-86237073-3.
- Dialektik. Problemgeschichte von der Antike bis zur Gegenwart. Überarbeitete Neuausgabe von 1997. Wissenschaftliche Buchgesellschaft, Darmstadt 2010, ISBN 978-3-534-23163-8.
  - Band 1: Sein und Werden. Problemgeschichte der Dialektik in der Antike.
  - Band 2: Gott und Welt. Problemgeschichte der Dialektik im Mittelalter.
  - Band 3: Einheit und Widerspruch I. Die Signatur der Neuzeit.
  - Band 4: Einheit und Widerspruch II. Pluralität und Einheit.
  - Band 5: Einheit und Widerspruch III. Die Ausbreitung der Dialektik.

### Posthume Ausgaben
- Kunst-Theorien. Kleine Schriften zur Ästhetik. Aisthesis, Bielefeld 2013, ISBN 978-3-89528-981-1 (zweite, unveränderte Auflage 2025, ISBN 978-3-8498-2085-5).
- Leibniz. Das Lebenswerk eines Universalgelehrten. Herausgegeben von Jörg Zimmer und  Silvia Holz-Markun. Wissenschaftliche Buchgesellschaft, Darmstadt 2013, ISBN 978-3-534-26267-0, Rezension.[22]
- Leibniz in der Rezeption der klassischen deutschen Philosophie. Herausgegeben von Jörg Zimmer. Wissenschaftliche Buchgesellschaft, Darmstadt 2015, ISBN 978-3-534-26636-4.

### Herausgeberschaften
- Zusammen mit Hans Jörg Sandkühler: Betrifft: Gramsci – Philosophie und revolutionäre Politik in Italien. Mit einer Bibliographie der Werkausgaben, der deutschsprachigen Gramsci-Literatur und Auswahlbibliographien französischer und englischer Literatur. Pahl-Rugenstein, Köln 1980, ISBN 978-3-760-90373-6.
- Zusammen mit Hans Jörg Sandkühler, Lars Lambrecht: Enzyklopädie und Emanzipation. Das Ganze wissen. (= Dialektik. Beiträge zu Philosophie und Wissenschaften, Band 16). Pahl-Rugenstein, Köln 1988, ISBN 978-3-7609-1255-4.
- Zusammen mit Hans Jörg Sandkühler: Geschichtliche Erkenntnis – Zum Theorietypus „Marx“. (= Dialektik. Enzyklopädische Zeitschrift für Philosophie und Wissenschaften, Nr. 2). Meiner, Hamburg 1991, ISBN 978-3-7873-1035-7.
- Gottfried Wilhelm Leibniz: Philosophische Schriften. Band 1: Kleine Schriften zur Metaphysik. Philosophische Schriften. Französisch und deutsch, übersetzt von Hans Heinz Holz. Suhrkamp, Frankfurt am Main 1996, ISBN 978-3-518-28864-1

### Beiträge, Aufsätze und Zeitschriften
- Situierung eines Denkers. Bemerkungen zu Maurice Merleau-Ponty. In: Frank Benseler (Hrsg.): Festschrift zum 80. Geburtstag von Georg Lukács. Verlag Hermann Luchterhand, Neuwied / Berlin 1965, S. 317–329.
- Sein und Bewußtsein. In: Gespräche mit Georg Lukács. Hans Heinz Holz, Leo Kofler, Wolfgang Abendroth. Herausgegeben von Theo Pinkus. Rowohlt, Reinbek bei Hamburg 1967.
- Irrationalismus. Moderne. Postmoderne. In: Hermann Kopp, Werner Seppmann (Hrsg.): Gescheiterte Moderne? Zur Ideologiekritik des Postmodernismus. Neue Impulse Verlag, Essen 2002.
- Der Kampf um Demokratie und Frieden. (= Gesammelte Aufsätze aus 50 Jahren, Band 1). Neue Impulse Verlag, Essen 2003.
- Deutsche Ideologie nach 1945. (= Gesammelte Aufsätze aus 50 Jahren, Band 2). Neue Impulse Verlag, Essen 2003.
- 1789–1917. Zwei Revolutionen (= Topos Sonderheft 2). Edizioni La Città del Sole, Neapel 2008.

### Briefwechsel
- Peter Hacks, Hans Heinz Holz: Nun habe ich Ihnen doch zu einem Ärger verholfen. Briefe. Texte. Erinnerungen. Herausgegeben von Arnold Schölzel. Eulenspiegel Verlag, Berlin 2007, ISBN 978-3-359-01673-1.